# Скужець (Підляське воєводство)
Скужець (пол. Skórzec) — село в Польщі, у гміні Цехановець Високомазовецького повіту Підляського воєводства.
Населення — 266 осіб (2011).
У 1975-1998 роках село належало до Ломжинського воєводства.

## Демографія
Демографічна структура станом на 31 березня 2011 року:
|          | Загалом | Допрацездатний вік | Працездатний вік | Постпрацездатний вік |
| -------- | ------- | ------------------ | ---------------- | -------------------- |
| Чоловіки | 140     | 28                 | 98               | 14                   |
| Жінки    | 126     | 19                 | 66               | 41                   |
| Разом    | 266     | 47                 | 164              | 55                   |